# Stanisław Hasiak
Stanisław Hasiak (ur. 3 stycznia 1926 w Bobrownikach, zm. 19 października 2003) – polski technik mechanizacji rolnictwa i polityk, poseł na Sejm PRL II, III i IV kadencji.

## Życiorys
Uzyskał wykształcenie niepełne wyższe, z zawodu technik mechanizacji rolnictwa. Należał do Związku Młodzieży Polskiej, w którym był przewodniczącym Zarządu Wojewódzkiego. Był przewodniczącym Zarządu Głównego Związku Młodzieży Socjalistycznej w latach 1964–1967 oraz I sekretarzem Komitetu Wojewódzkiego ZMS w Kielcach.
Należał do Polskiej Zjednoczonej Partii Robotniczej. Zasiadał w egzekutywie jej Komitetu Wojewódzkiego, był też zastępcą członka Komitetu Centralnego PZPR. Pełnił mandat posła na Sejm PRL II, III i IV kadencji z okręgu Radom. Przez trzy kadencje zasiadał w Komisji Planu Gospodarczego, Budżetu i Finansów, w trakcie II kadencji był sekretarzem Sejmu, w tej i następnej kadencji pracował w Komisji Pracy i Spraw Socjalnych, a w III kadencji ponadto w Komisji Mandatowo-Regulaminowej.
Odznaczony Krzyżem Kawalerskim Orderu Odrodzenia Polski, Złotym Krzyżem Zasługi (dwukrotnie, w tym w 1955), Medalem 10-lecia Polski Ludowej (1955), Brązowym Medalem „Za zasługi dla obronności kraju” (1967) oraz Złotą odznaką Związku Nauczycielstwa Polskiego (1966).
Pochowany na cmentarzu komunalnym Północnym w Warszawie.